# Área salvaje Wrangell-Saint Elias
El área salvaje Wrangell – Saint Elias es un área salvaje en Alaska, Estados Unidos. Con 9,078,675 acres (3,674,009ha),  es una de las denominadas áreas salvajes más grandes de los EE. UU. y se encuentra dentro del Parque nacional y reserva Wrange, el parque nacional más grande de los Estados Unidos.
Es una tierra de valles remotos, ríos salvajes, y una fabulosa población de fauna y flora que incluye al muflón de Dall, osos grizzly, osos negros, coyotes, bisontes, caribús, glotoneses, alces, castores, cabras de montaña, lobos grises, zorros rojos, y marmotas. En el norte los glaciares llegan hasta la tundra y a las altas tierras boreales boscosas.
En el sur los glaciares se extienden desde las montañas casi hasta el golfo de Alaska. Varios senderos proporcionan acceso a pie o a caballo, pero los grandes ríos a menudo cortan el camino a menos que se utilice una lancha. 
La ruta clásica enlaza la zona inhóspita con el asentamiento de la ruta de la fiebre del oro de Chisana y con la comunidad minera del cobre de McCarthy, a través de 160 kilómetros de tundra, senderos y bancos de arenas. Senderos sin mantenimiento conducen, a través de bosques de abetos, cerca de Chisana y a través de llanuras de alta tundra al Río Blanco. Los mosquitos son grandes en la zona durante el verano, y queda suficiente nieve acumulada en las zonas elevadas para producir avalanchas que son un peligro durante todo el año.
En el lado canadiense de la frontera se encuentra el parque nacional Kluane, y juntas estas dos áreas albergan algunos de los paisajes montañosos más espectaculares del continente.

## Vésse también
- Lista de las mayores áreas salvajes en los Estados Unidos